# Harvey Broome
Harvey Benjamin Broome, né le 15 juillet 1902 à Knoxville (Tennessee) et mort le 8 mars 1968, est un avocat américain, également écrivain. Il est membre fondateur de la Wilderness Society, qu'il préside de 1957 jusqu'à sa mort. Il joue également un rôle clé dans l'établissement du parc national des Great Smoky Mountains. Le Sierra Club a nommé un de ses groupes de travail le « Harvey Broome Group » en son honneur.

## Formation et carrière
Harvey Broome est né le 15 juillet 1902 à Knoxville, dans le Tennessee, de l'union de George W. et Adeline Broome. Durant son enfance, il rend souvent visite à ses grands-parents dans leur ferme à Fountain City, un quartier au nord de Knoxville, situé à 40 miles au nord des monts Great Smoky. C'est à l'âge de 15 ans que son père l'amène camper pour la première fois aux monts Great Smoky. 
Après avoir obtenu son diplôme en 1919 au lycée de Knoxville, Harvey Broome va à l'Université de la ville, d'où il sortira diplômé en 1923. Trois ans plus tard, il obtient un diplôme de droit à l'Université Harvard. Il commence sa carrière d'avocat en tant que greffier avant d'entrer dans le droit privé au cabinet Kramer, Dye, McNabb and Greenwood, à Oak Ridge, dans le Tennessee. Réalisant quelques années plus tard que la vie de greffier lui laisse plus de temps libre, il décide de quitter le cabinet d'avocats pour reprendre son ancien poste. Il est greffier pour la cour fédérale du juge Xen Hicks de 1930 à 1949 et pour le juge Robert L. Taylor de 1958 à 1968.

## Militantisme
En octobre 1934, alors qu'il assiste à une conférence sur la foresterie aux monts Great Smoky, Harvey Broome rencontre d'autres écologistes : Bob Marshall, Benton MacKaye et Bernard Frank. Tous partagent le même intérêt pour la préservation de la nature sauvage en Amérique. Trois mois plus tard, The Wilderness Society est créée. 
En parallèle de cette association, Harvey Broome s'engage également pour que le Congrès américain vote le Wilderness Act, ou loi sur la protection de la nature. Il est présent lorsque le président Lyndon Johnson signe la loi le 3 septembre 1964.
Au milieu des années 1930, Harvey Broome est directeur de l'Association pour la conservation des monts Great Smoky. Alors qu'il militait pour la création d'un parc à cet endroit, il entre en désaccord avec David C. Chapman qui souhaitait voir le parc devenir une attraction pour touristes quand Broome désirait laissait les monts dans leur état sauvage. 
Harvey Broome publie son premier article dans Mountain magazine en 1928, intitulé "Great Smoky Mountains Trails".